# Krynyczuwate (rejon krzyworoski)
Krynyczuwate (ukr. Криничувате) – wieś na Ukrainie, w obwodzie dniepropetrowskim, w rejonie krzyworoskim, w hromadzie Dewładowe. W 2001 liczyła 365 mieszkańców, spośród których 344 wskazało jako ojczysty język ukraiński, 11 rosyjski, 4 mołdawski, 2 białoruski, a 4 osoby się nie zadeklarowały.